# 菱曙
菱曙（日语：ヒシアケボノ），是美國出生的日本純種競賽馬匹。生涯活躍於短途賽事，曾於1995年勝出短途馬錦標。

## 出賽前
1992年2月27日出生於美國Swettenham Stud，成長途中被馬主阿部雅一郎購入並引入日本。
其後交由栗東訓練中心練馬師佐山優訓練。

## 競賽生涯

### 3歲（現2歲）
1994年11月5日出戰東京競馬場3歲新馬戰，於其中獲得第四後再於另外一場3歲新馬戰取得亞軍。

### 4歲（現3歲）
1993年以4歲未勝利戰作爲開始，但於其中僅獲得第三。
其後於繼續出戰兩場4歲未勝利戰分別取得第四及第五後，終於在7月的4歲未勝利戰取得首勝。
贏得首勝後，其於分級賽累積獎金，並成功於筑地特別、有明特別及山脈錦標迅速取得三連勝，以四連勝的姿態晉級公開組。
9月10日出戰京王盃秋季讓賽，比賽初段選擇於先頭位置推進，雖然於直路上嘗試保持速度衝刺，可惜仍然被Dojima Muteki及真誠超越，最終以第三完賽。
其後出戰地方賽事東京盃，但未能發揮實力之下僅以獲得第六。
10月28日出戰天鵝錦標，比賽開始後其仍然保持於前方位置推進，進入直路後成功運用餘力繼續加速並衝出領先，及後不斷拉開後方的Noble Grass之下率先衝線，以4馬位優勢及破紀錄的1分19.8秒時間取得首個分級賽冠軍。
11月17日乘勢出戰一哩冠軍賽，賽前更獲得第二人氣，然而於進入直路後勢頭稍爲遜色，最終敗於後上並跑出優秀末腳的步步雷霆及Meisho Tesoro得第三。
其後出戰短途馬錦標，賽前因爲近戰的實績壓贏一衆對手取得第一人氣。比賽開始後，其並未選擇如以往一般的先行戰術，反而保持於中團位置展開推進。進入直路後，其隨即進入狀態加速並輕鬆超越前方的賽駒，繼續衝刺下亦壓制一同衝出的必高快馬，最終以1 1/4馬位優勢奪得首個一級賽冠軍，亦以560公斤的重量打破一級賽優勝馬的最重紀錄。
年末，由於其以4歲馬身份勇奪短途馬錦標冠軍，因而於評選中以近乎全票的172票當選最佳短途馬。

### 5歲（現4歲）
1996年以絲路錦標作爲年度首戰，雖然於比賽途中一直保持領先，但於直路上被成功衝出的花公園及Dojima Muteki超越，最終僅跑獲第三。
其後出戰本年度升格爲一級賽並縮程至到1200米的高松宮盃，再度採取先行戰術下之下於直路力弱，最終被花公園及必高快馬拉開距離以第三完賽。
6月9日出戰安田紀念，比賽初段選擇以領放姿態帶領馬群前進，但於直路上被步步雷霆及大樹狂風超越之下再度以第三衝線，以三連季的戰績結束了春季賽事。
其於入秋後並未能保持良好的表現，於天鵝錦標及一哩冠軍賽分別以第十一及第十五大敗，其後於短途馬錦標稍爲回勇跑獲一席第四的戰績。

### 6歲（現5歲）
1997年繼續出戰衆多賽事，然而未擺脫低潮之下戰績慘烈，僅有公開賽巴登巴登盃一場賽事可以以第五的戰績入板。
12月14日於短途馬錦標跑獲第九後後，陣營安排其退役，並於1998年2月1日取消日本中央競馬會的賽駒註冊。

### 詳細賽績
| 日期       | 舉辦國家 | 馬場 | 距離   | 級別 | 賽事名稱       | 負重 | 騎師     | 馬號 | 出馬 | 名次 | 時間   | 頭馬（二馬）      |
| ---------- | -------- | ---- | ------ | ---- | -------------- | ---- | -------- | ---- | ---- | ---- | ------ | ----------------- |
| 5/11/1994  | 日本     | 東京 | 草1600 |      | 3歲新馬        | 54   | 田中勝春 | 8    | 12   | 4    | 1:36.8 | Kokuto Julian     |
| 20/11/1994 | 日本     | 東京 | 草1600 |      | 3歲新馬        | 55   | 田中勝春 | 1    | 8    | 2    | 1:35.5 | Taiki Crescent    |
| 20/5/1995  | 日本     | 東京 | 泥1200 |      | 4歲未勝利      | 55   | 田中勝春 | 7    | 16   | 3    | 1:13.6 | Long Scorpio      |
| 3/6/1995   | 日本     | 京都 | 泥1200 |      | 4歲未勝利      | 55   | 田中勝春 | 11   | 13   | 4    | 1:13.0 | Yamanin Flight    |
| 18/6/19995 | 日本     | 中京 | 泥1700 |      | 4歲未勝利      | 55   | 武豐     | 9    | 16   | 5    | 1:49.9 | Long Haruka       |
| 8/7/1995   | 日本     | 中京 | 草1200 |      | 4歲未勝利      | 55   | 河內洋   | 1    | 15   | 1    | 1:09.5 | （Kuroi Dangan）  |
| 22/7/1995  | 日本     | 小倉 | 草1200 |      | 筑紫特別       | 55   | 河内洋   | 14   | 15   | 1    | 1:08.6 | （Win Caesar）    |
| 6/8/1995   | 日本     | 小倉 | 草1200 |      | 有明特別       | 54   | 角田晃一 | 8    | 15   | 1    | 1:09.1 | （Cosmo Glory）   |
| 20/8/1995  | 日本     | 小倉 | 草1200 |      | 山脈錦標       | 55   | 角田晃一 | 7    | 10   | 1    | 1:09.0 | （Cheers Hope）   |
| 10/9/1995  | 日本     | 中山 | 草1600 | GIII | 京王盃秋季讓賽 | 53   | 河内洋   | 6    | 12   | 3    | 1:32.7 | 堂山無敵          |
| 27/9/1995  | 日本     | 大井 | 泥1200 |      | 東京盃         | 53   | 河内洋   | 3    | 10   | 6    | 1:12.9 | Sakura High Speed |
| 28/10/1995 | 日本     | 京都 | 草1400 | GII  | 天鵝錦標       | 55   | 角田晃一 | 14   | 14   | 1    | 1:19.8 | （Noble Grass）   |
| 19/11/1995 | 日本     | 京都 | 草1600 | GI   | 一哩冠軍賽     | 55   | 角田晃一 | 1    | 18   | 3    | 1:33.9 | 步步雷霆          |
| 17/12/1995 | 日本     | 中山 | 草1200 | GI   | 短途馬錦標     | 55   | 角田晃一 | 8    | 16   | 1    | 1:08.1 | （必高快馬）      |
| 28/4/1996  | 日本     | 京都 | 草1200 | GIII | 絲路錦標       | 57   | 角田晃一 | 6    | 13   | 3    | 1:07.9 | 花公園            |
| 19/5/1996  | 日本     | 中京 | 草1200 | GI   | 高松宮盃       | 57   | 角田晃一 | 7    | 13   | 3    | 1:08.0 | 花公園            |
| 9/6/1996   | 日本     | 東京 | 草1600 | GI   | 安田紀念       | 58   | 角田晃一 | 2    | 17   | 3    | 1:33.2 | 步步雷霆          |
| 26/10/1996 | 日本     | 京都 | 草1400 | GII  | 天鵝錦標       | 59   | 角田晃一 | 16   | 16   | 11   | 1:20.1 | 杉野旋風          |
| 17/11/1996 | 日本     | 京都 | 草1600 | GI   | 一哩冠軍賽     | 57   | 角田晃一 | 10   | 18   | 15   | 1:35.7 | 真誠              |
| 15/12/1996 | 日本     | 中山 | 草1200 | GI   | 短途馬錦標     | 58   | 角田晃一 | 9    | 11   | 4    | 1:09.7 | 花公園            |
| 12/1/1997  | 日本     | 京都 | 草1600 | OP   | 洛陽錦標       | 62   | 角田晃一 | 15   | 16   | 8    | 1:35.4 | Juno Pentagon     |
| 20/4/1997  | 日本     | 京都 | 草1200 | GIII | 絲路錦標       | 58   | 河内洋   | 11   | 16   | 15   | 1:09.0 | 榮進柏林          |
| 18/5/1997  | 日本     | 中京 | 草1200 | GI   | 高松宮盃       | 57   | 角田晃一 | 7    | 18   | 14   | 1:09.5 | 新光王            |
| 8/6/1997   | 日本     | 東京 | 草1600 | GI   | 安田紀念       | 57   | 角田晃一 | 15   | 18   | 8    | 1:34.6 | 大樹狂風          |
| 15/6/1997  | 日本     | 福島 | 草1200 | OP   | 巴登巴登盃     | 61   | 角田晃一 | 11   | 15   | 5    | 1:07.8 | Shadow Creek      |
| 28/9/1997  | 日本     | 阪神 | 草1400 | GIII | 人馬錦標       | 56   | 角田晃一 | 7    | 14   | 13   | 1:22.2 | 大隅鉅子          |
| 25/10/1997 | 日本     | 京都 | 草1400 | GII  | 天鵝錦標       | 59   | 角田晃一 | 16   | 16   | 11   | 1:22.2 | 大樹快車          |
| 16/11/1997 | 日本     | 京都 | 草1600 | GI   | 一哩冠軍賽     | 57   | 角田晃一 | 8    | 18   | 14   | 1:35.9 | 大樹快車          |
| 22/11/1997 | 日本     | 中京 | 草1200 | GII  | CBC賞          | 59   | 角田晃一 | 4    | 15   | 7    | 1:09.5 | 杉野旋風          |
| 14/12/1997 | 日本     | 中山 | 草1200 | GI   | 短途馬錦標     | 57   | 中館英二 | 10   | 16   | 9    | 1:09.4 | 大樹快車          |

## 退役後
退役後，菱曙成爲了配種馬，於千葉縣富里市日本輕種馬協會下總種馬場休養，在1998年進行配種，首批子嗣於1999年出生。首批子嗣可於2001年出賽。
2007年其被轉移至位於茨城縣岩間町（今笠間市）的東京大學農學部附屬牧場（今東京大學大學院農學生命學研究科附屬牧場），亦即農學部的高等動物教育研究中心繼續進行配種工作。
2008年10月起其健康突然轉差，於11月17日被送往栃木縣國分寺町（今下野市）JRA競走馬綜合研究所進行檢查，但仍然於11月19日因病死亡，享年16歲。

## 血統簡介
父系木人爲美國賽駒，生涯戰績不俗，曾勝出當地分級賽。祖父淘金者爲美國著名種馬，於近代擁有巨大影響力，和加拿大種馬北地舞人被譽爲兩大改變世界賽馬的偉大種馬。
母系Mysteries爲美國生產的英國賽駒，雖然出賽四場未獲一勝，但曾於三級賽慕絲多拉錦標跑獲季軍。外祖父西雅圖迴旋爲美國賽駒，生涯戰績極佳，爲美國三冠馬，退役後之配種成績亦非常出色，爲世界著名種馬之一。

### 血統表
| 父線：木人系（淘金者系）                   |                             |                |                |
| 種馬 木人 1983年（栗色）                   | 淘金者 1970年（棗色）       | Raise a Native | 天才舞者       |
| 種馬 木人 1983年（栗色）                   | 淘金者 1970年（棗色）       | Raise a Native | Raise You      |
| 種馬 木人 1983年（栗色）                   | 淘金者 1970年（棗色）       | Gold Digger    | Nashua         |
| 種馬 木人 1983年（栗色）                   | 淘金者 1970年（棗色）       | Gold Digger    | Sequence       |
| 種馬 木人 1983年（栗色）                   | Playmate 1975年（棗色）     | Buckpasser     | Tom Fool       |
| 種馬 木人 1983年（栗色）                   | Playmate 1975年（棗色）     | Buckpasser     | Busanda        |
| 種馬 木人 1983年（栗色）                   | Playmate 1975年（棗色）     | Intriguing     | Swaps          |
| 種馬 木人 1983年（栗色）                   | Playmate 1975年（棗色）     | Intriguing     | Glamour        |
| 繁殖雌馬 Mysteries 1986年（棗色）          | 西雅圖迴旋 1974年（深棗色） | Bold Reasoning | Boldnesian     |
| 繁殖雌馬 Mysteries 1986年（棗色）          | 西雅圖迴旋 1974年（深棗色） | Bold Reasoning | Reason to Earn |
| 繁殖雌馬 Mysteries 1986年（棗色）          | 西雅圖迴旋 1974年（深棗色） | My Charmer     | Poker          |
| 繁殖雌馬 Mysteries 1986年（棗色）          | 西雅圖迴旋 1974年（深棗色） | My Charmer     | Fair Charmer   |
| 繁殖雌馬 Mysteries 1986年（棗色）          | Phydilla 1978年（棗色）     | 利法爾         | 北地舞人       |
| 繁殖雌馬 Mysteries 1986年（棗色）          | Phydilla 1978年（棗色）     | 利法爾         | Goofed         |
| 繁殖雌馬 Mysteries 1986年（棗色）          | Phydilla 1978年（棗色）     | Godzilla       | Gyr            |
| 繁殖雌馬 Mysteries 1986年（棗色）          | Phydilla 1978年（棗色）     | Godzilla       | Gently         |
| 雌系：號族：6-b                            |                             |                |                |
| 五代內近親交配：Glamour 4×5、Nasrullah 5×5 |                             |                |                |

## 命名由來
名字中，Hishi（ヒシ）是馬主阿部雅一郎之冠名，出自其所經營的公司之屋號「菱雅」，Akebono（アケボノ）則出自第64代橫綱：曙太郎之名字。

## 外部連結
- 菱曙 netkeiba.com （页面存档备份，存于）
- 血統表 （页面存档备份，存于）